# Hercostomus blepharopus
Hercostomus blepharopus är en tvåvingeart som beskrevs av Friedrich Hermann Loew 1871. Hercostomus blepharopus ingår i släktet Hercostomus och familjen styltflugor. Inga underarter finns listade i Catalogue of Life.